# 崔秀珍
崔秀珍（：／ Choi Su-jin，1986年8月9日—），韓國音樂劇演員、電視劇演員，24歲以音樂劇演員出道，韓國偶像组合少女時代成員秀英的姊姊。
喜歡粉色、女性化服飾（與少時成員Tiffany時尚取向一致），平常喜歡繪畫或者做美甲。

## 出道歷程
- 大學二年級時觀賞音樂劇《星期六晚上的熱情》深受感動，決定開始訓練自己的音樂劇演員的基本能力。
- 平日亦接受媽媽（中央大學聲樂學系畢業）的指導。

## 音樂劇
- 2009年12月上演的音樂劇《殺人魔傑克》中飾演遭到安在旭飾演的男主人公“殺人魔傑克”威脅的女主人公，其首次出演的音樂剧。[2]
- 2010年參與出演音樂劇《宫》。
- 2016年6月12日出演音樂劇《NEWSIES》，飾演了女主人公凱瑟琳。[3]
- 2016年11月28日與SHINee KEY、INFINITE東雨、BLOCK B有權、VIXX N、INFINITE聖圭、BLOCK B宰孝等人一同演出音樂劇《IN THE HEIGHTS (高地人生)》，飾演Lina[4]。
- 出演音樂劇《穿牆的男人》[5]（與李鐘赫共同出演）。

## 音樂作品
- 2011年SBS《Sign》OST
- 2011年MBC《最佳愛情》OST

## 電視劇
- 《第三醫院》第6集中飾演主角吳智昊的舊情人，由於身患絕症不得不離開吳智昊。

## 綜藝節目
- 2009.02.07 《介绍明星的朋友》
- 2012.12.02 《挑戰千曲》 [6]
- 2017.05.17 《現場脫口秀Taxi》（與妹妹秀英 （少女時代）一起同集出演）

## 意外事件

### 車禍受傷
2011年8月28日禮拜天上午9點，秀珍和妹妹秀英共同參加一個慈善活動，兩人共乘一輛汽車前往該地，當車子行經京釜高速公路下行線至竹田休息站附近時，由於對向車道的駕駛員開車漫不經心，突然超過車道中心線朝向著秀珍她們急駛而來，因閃避不及才發生了這場車禍，車禍發生過後不久秀珍跟妹妹隨即被送往醫院救治，經過醫院的醫師診斷後發現妹妹秀英骨盆腔上面的骶骨斷裂骨折，醫師要求秀英必須接受治療並且住院觀察及休養一個禮拜。

## 外部連結
- 崔秀珍的Instagram帳戶（英文）
- 崔秀珍的X（前Twitter）（英文）
- http://www.rndworks.com/Artist/Csj （页面存档备份，存于）